# WINTER GIFT '98 Happy Songs & Music Clips
『WINTER GIFT '98 〜Happy Songs&Music Clips〜』（ウィンター・ギフト98 ハッピー・ソングス・アンド・ミュージック・クリップス）は、1998年発売の広末涼子のミニ・アルバム。発売元はダブリューイーエー・ジャパン。

## 概要
これまでリリースした曲のリミックス版を中心とした5曲を収録したCDとミュージッククリップを収録したものの2枚組。完全限定盤。

## 収録曲
Disk.1
1. なんてったって 今日はクリスマス!(once in a christmastime mix)
2. ジーンズ(THIS IS BIG BEATZ RADIO MIX)
3. 青い空に浮かぶ月のように
4. なんてったって 今日はクリスマス!(original version)
5. なんてったって 今日はクリスマス!(original instrumental)

Disk.2
1. MajiでKoiする5秒前
2. とまどい
3. 大スキ!
4. 風のプリズム
5. summer sunset
6. ジーンズ